# Drosophila atroscutellata
Drosophila atroscutellata este o specie de muște din genul Drosophila, familia Drosophilidae, descrisă de Hardy în anul 1967. Conform Catalogue of Life specia Drosophila atroscutellata nu are subspecii cunoscute.